# Dirka v pospeševanju
Dirka v pospeševanju (angleško Drag racing) je motošport, pri katerem avtomobili ali motocikli tekmujejo, kdo prej prečka ciljno linijo - največkrat se dirka na četrtino milje, kar znese približno 400 metrov. Štarta se istočasno z mesta, proga je po navadi ravna in brez ovir. Na tekmovanjih hkrati tekmujeta dva dirkalnika, na "uličnih" (street racing) dirkah pa tudi več. 
Za dirkanje v pospeševanje se uporablja različna vozila: od običajnih avtomobilov oz. motociklov, pa do "mišičnih" avtomobilov, močno predelanih avtomobilov, kdaj se za povečanje moči uporablja NOS (N2O didušikov oksid). Dirkalniki, ki so namensko grajeno za dirkanje v pospeševanju se imenujejo dragsterji.
Kategorije dragsterjev:
- Top Fuel (TF/D) - najhitrejši razred, prečkajo ciljno linijo (300 metrov) v 3,7 sekundah pri hitrosti nad 520 km/h. Dolgi so okrog 8 metrov, težki okrog 1100 kilogramov, motor razvija čez 8000 konjskih sil. Gorivo je nitrometan, in okrog 10% metanola. Ta razred zaradi viskokih hitrosti po navadi tekmuje samo na 300 metrov.
- Funny Car (TF/FC) - ime zaradi "smešne" oblike, dosežejo ciljno linijo v okrog 4 sedundah pri hitrosti okrog 500 km/h. Motor mora biti V-8, največja delovna prostornina je 8,19 L. Moč motorja je okrog 6978 do 8897 KM, gorivo je isto kot pri Top Fuel. Pošpeški dosegajo tudi do 6 G-jev.
- Pro Stock - dosežejo ciljno linijo v okrog 6 sekundah pri hitrostih okrog 330 km/h. Moč motorja je okrog 1300 KM
- Pro Stock Motorcycle -  motociklistični razred, dosežejo ciljno linijo v okrog 6,8 sekundah pri hitrostih okrog 310 km/h
- Pro Modified (Pro Mod) ali Top Doorslammer (T/D)